# Toyama-Bucht

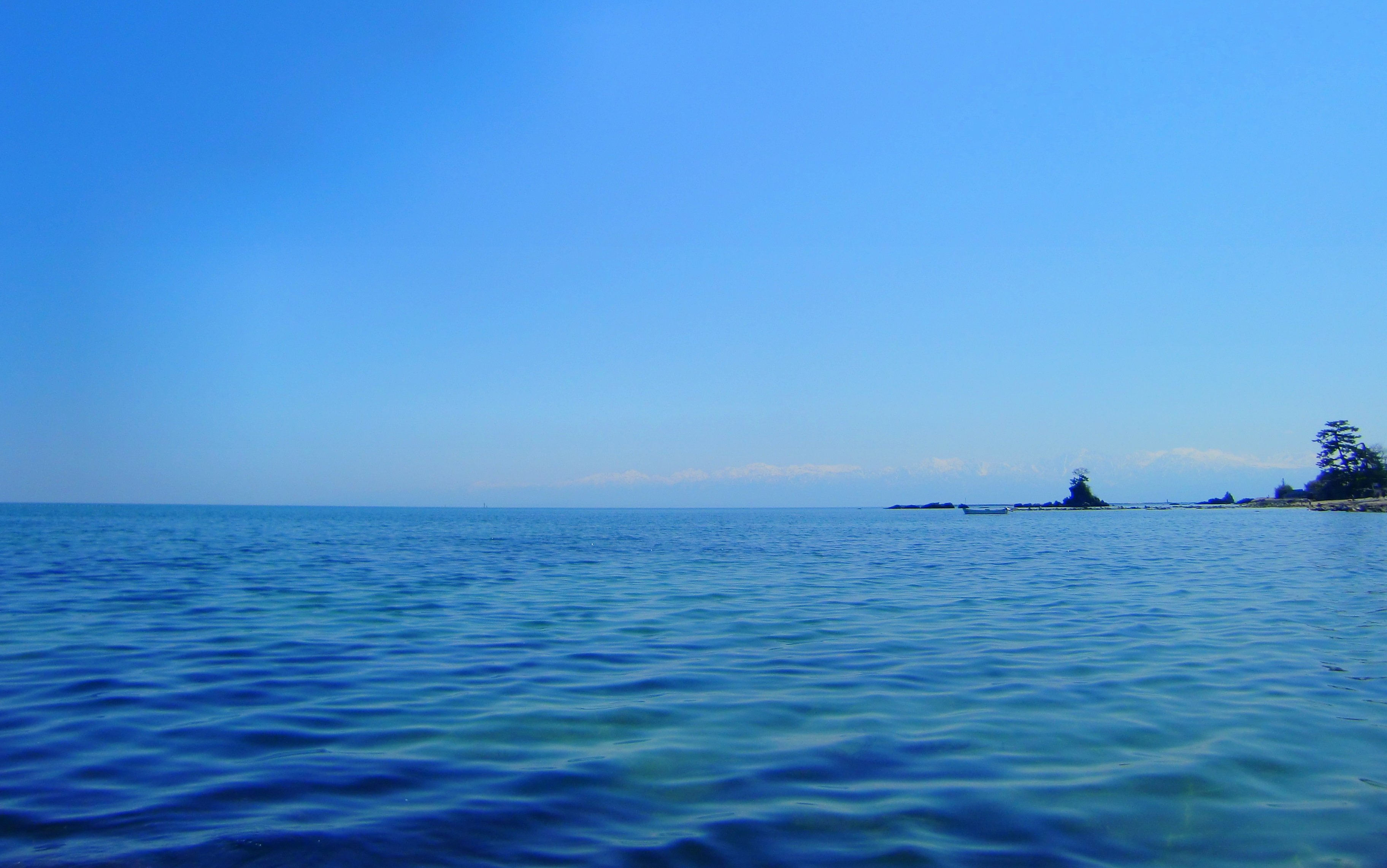
Toyama-Bucht

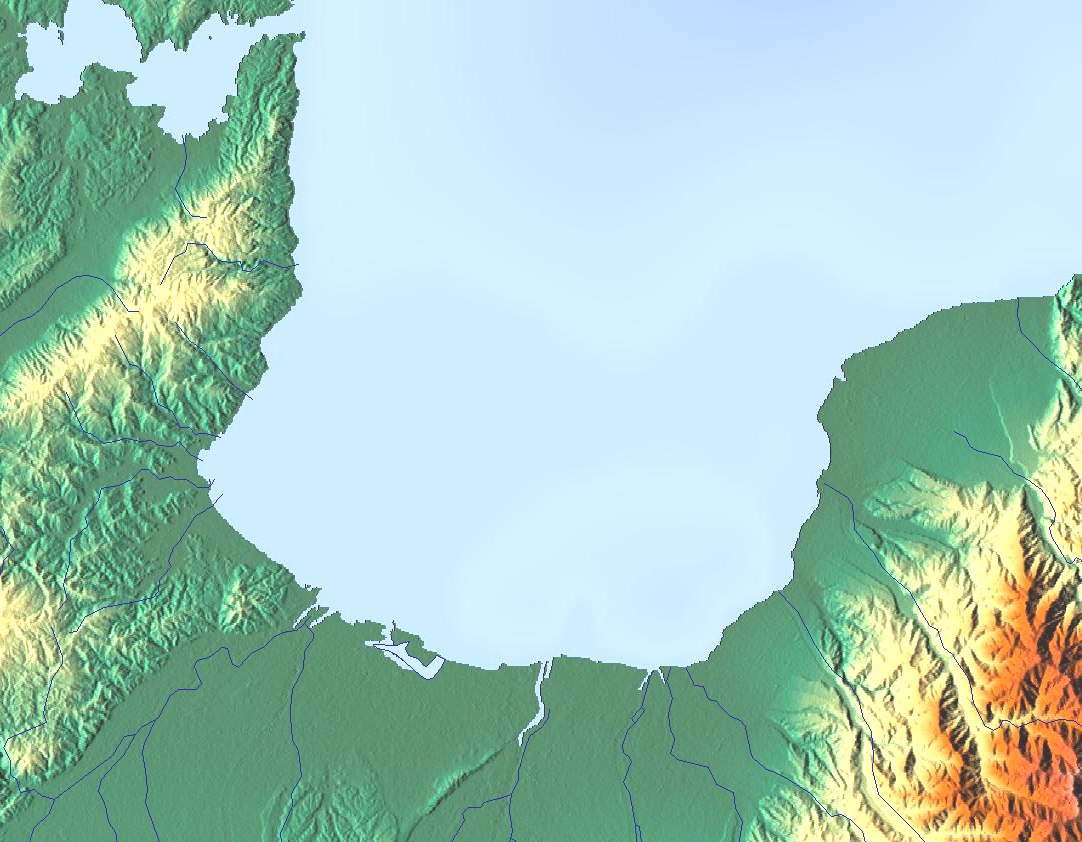
Toyama-Bucht

Die Toyama-Bucht (japanisch 富山湾 Toyama-Wan) ist eine Bucht an der Nordküste der Hokuriku von Honshu, Japan, am Japanischen Meer. Die Bucht grenzt an die Präfektur Toyama und Präfektur Ishikawa. Diese Bucht ist bekannt für ihre Wassertiefe und den Fischreichtum unter den Buchten Japans. Das topographische Merkmal der Toyama-Bucht ist die Steilheit. Entlang der Küste gibt es fast keinen flachen Meeresboden und er fällt plötzlich in Richtung Tiefsee ab. Da es sich um einen reichen Fischgrund handelt, floriert die Fischereiindustrie.